# Walt Miller
Walter P. «Walt» Miller (nacido el 30 de julio de 1915 y fallecido el 21 de enero de 2001) fue un jugador de baloncesto estadounidense que disputó una temporada en la BAA y tres más en la NBL. Con 1,88 metros de estatura, jugaba en la posición de alero.

## Trayectoria deportiva

### Universidad
Jugó durante tres temporadas con los Dukes de la Universidad Duquesne, siendo junto a Moe Becker y Ed Melvin los primeros jugadores salidos de dicha institución en jugar en la BAA o la NBA.

### Profesional
Comenzó su andadura profesional en 1937 con los Pittsburgh Pirates de la NBL, con los que disputó dos temporadas, siendo en la segunda de ellas uno de los mejores anotadores del equipo, promediando 7,8 puntos por partido.
Tras un amplio paréntesis debido a la Segunda Guerra Mundial, regresó a las canchas en 1945 con los Youngstown Bears, con los que disputó 10 partidos en los que promedió 1,3 puntos. Al año siguiente fichó por los Pittsburgh Ironmen de la recién creada BAA, con los que llegó a jugar doce partidos en los que promedió 1,9 puntos.

#### Estadísticas en la BAA

##### Temporada regular
| Temporada | Edad | Equipo             | Liga | Pos. | P  | TIT | MIN | TC  | TCA | %TC  | 3P | 3PA | %3P | TL  | TLA | %TL  | R.OF. | R.DEF. | REB | ASIS | ROB | TAP | PER | FP  | PTS |
| 1946-47   | 31   | Pittsburgh Ironmen | BAA  |      | 12 |     |     | 0.6 | 1.8 | .333 |    |     |     | 0.8 | 1.5 | .500 |       |        |     | 0.5  |     |     |     | 1.3 | 1.9 |
| Total     |      |                    | BAA  |      | 12 |     |     | 0.6 | 1.8 | .333 |    |     |     | 0.8 | 1.5 | .500 |       |        |     | 0.5  |     |     |     | 1.3 | 1.9 |